# Joel Fernández
Joel David Ezequiel Fernández, noto semplicemente come Joel Fernández (13 gennaio 1999), è un calciatore boliviano, difensore del Vaca Díez.

## Caratteristiche tecniche
È un terzino destro.

## Carriera

### Club
Ha giocato nella prima divisione boliviana.

### Nazionale
Con la nazionale Under-20 boliviana ha preso parte al campionato sudamericano 2019.

## Statistiche
Statistiche aggiornate al 25 gennaio 2019.

### Cronologia presenze e reti in nazionale
| Cronologia completa delle presenze e delle reti in nazionale ― Bolivia under 20 | Cronologia completa delle presenze e delle reti in nazionale ― Bolivia under 20 | Cronologia completa delle presenze e delle reti in nazionale ― Bolivia under 20 | Cronologia completa delle presenze e delle reti in nazionale ― Bolivia under 20 | Cronologia completa delle presenze e delle reti in nazionale ― Bolivia under 20 | Cronologia completa delle presenze e delle reti in nazionale ― Bolivia under 20 | Cronologia completa delle presenze e delle reti in nazionale ― Bolivia under 20 | Cronologia completa delle presenze e delle reti in nazionale ― Bolivia under 20 |
| Data                                                                            | Città                                                                           | In casa                                                                         | Risultato                                                                       | Ospiti                                                                          | Competizione                                                                    | Reti                                                                            | Note                                                                            |
| ------------------------------------------------------------------------------- | ------------------------------------------------------------------------------- | ------------------------------------------------------------------------------- | ------------------------------------------------------------------------------- | ------------------------------------------------------------------------------- | ------------------------------------------------------------------------------- | ------------------------------------------------------------------------------- | ------------------------------------------------------------------------------- |
| 17-1-2019                                                                       | Rancagua                                                                        | Cile under 20                                                                   | 1 – 1                                                                           | Bolivia under 20                                                                | Sudamericano Sub-20 2019 - 1º turno                                             | -                                                                               | 75’                                                                             |
| 23-1-2019                                                                       | Rancagua                                                                        | Bolivia under 20                                                                | 0 – 1                                                                           | Venezuela under 20                                                              | Sudamericano Sub-20 2019 - 1º turno                                             | -                                                                               | 18’                                                                             |
| 25-1-2019                                                                       | Rancagua                                                                        | Brasile under 20                                                                | 1 – 0                                                                           | Bolivia under 20                                                                | Sudamericano Sub-20 2019 - 1º turno                                             | -                                                                               | 71’ 74’                                                                         |
| Totale                                                                          |                                                                                 | Presenze                                                                        | 3                                                                               |                                                                                 | Reti                                                                            | 0                                                                               |                                                                                 |